# Winson

Marcus Winson

Winson (eigentlich Marcus Winson; * 4. März 1975 in Frankfurt am Main) ist ein deutscher Musiker und Radiomoderator.

## Leben
Winson stammt ursprünglich aus Frankfurt am Main. Nach seinem Umzug nach Berlin arbeitete er zunächst als Barkeeper in der Neuköllner Bar Ankerklause. Er war zeitweilig auch bei der Band Beatsteaks als Videochronist angestellt. Seine im Berliner Dialekt gesungene Single Wovon lebt eigentlich Peter? entwickelte sich nicht zuletzt wegen der eingängigen Textzeile „Schicket Auto! Schicket Auto, Alta!“ und dank der massiven Unterstützung von Radio Fritz zum lokalen Hit, der kurze Zeit später in Nordrhein-Westfalen durch Radio Eins Live wiederholt wurde, bevor das Album erschien. Die zweite Single Liebeskummer is’ Luxus führte den Erfolg fort. Die folgenden Alben So sah die Zukunft aus und Frag die richtigen Leute! wurden von Olaf O.P.A.L. produziert, der unter anderem schon mit The Notwist, Phillip Boa und Die Sterne gearbeitet hat. Nach der Übernahme von v2-Records durch Universal wurde der Vertrag mit Winson nicht übernommen. Im Jahre 2012 war er beim Album SOS – Save Olli Schulz von Olli Schulz beteiligt. Bis Ende 2021 war Winson bei Flux FM tätig. Zusammen mit Ueli Häfliger betreibt er den Podcast Goldstückli. Die Show wird jeweils Montag ab 14 Uhr auf AHOY Radio gesendet.

## Diskografie
- So sah die Zukunft aus (2004)
- Frag Die Richtigen Leute! (2006)